# Dana Gould
Dana Gould (24 de agosto de 1964) es un comediante y guionista estadounidense, nacido y criado en Hopedale, Massachusetts.

## Biografía

### Carrera
Gould es un reconocido comediante y ha realizado espectáculos de comedia en vivo en HBO, Showtime, y Comedy Central, entre otros. Después de finalizar la escuela secundaria, estudió Comunicaciones y Teatro en la Universidad de Massachusetts en Amherst. Luego, se mudó a San Francisco para desarrollar su carrera como comediante donde, junto con su compañero Alex Reid, fundó el San Francisco Comedy Condo en 1986. 
Gould ha escrito episodios y ha actuado en The Ben Stiller Show; en uno de los cortos apareció como Otto, el retorcido hermano de Cupido, cuyas flechas convencen a un joven de enamorarse perdidamente de una mujer mayor. En otra serie de cortos, Dana interpretó a Wilford Brimley, un anunciante de los "Copos de avena Grady" (una parodia de los copos Quaker). En uno de los cortos, habla de su gusto por vestirse con un vestido de tafeta y por llenar sus pantimedias con avena; en otro, blande un arma por una ventana hacia unos niños. 
Más tarde, Dana apareció en un episodio de MADtv como Newt Gingrich.
Gould tuvo un cameo en la película de 2003 Girls Will Be Girls, en la cual interpretó a una víctima de un accidente automovilístico, quien admite tener un problema con el alcohol después de tener una desesperada aventura de una sola noche con la actriz de tercera línea Evie Harris, la otra conductora en el accidente de automóvil.
Gould proveyó la voz para el personaje principal en la versión estadounidense de los videojuegos Gex, y también en la primera versión de la edición británica. Junto a su compañero Robert Cohen, escribió la mayoría de los gags de los juegos.
Durante seis años, Gould trabajó como guionista y como actor de voz en la serie de dibujos animados Los Simpson, interpretando a Don Knotts como Barney Fife (una imitación cuyos orígenes pueden encontrarse en sus rutinas como comediante). Abandonó la serie en 2006 para trabajar como guionista independiente. 
Sus cortometrajes, Last Man On Earth, Break On Through With J.F.K., A Night On Java Island, y Soul Mates también pueden descargarse desde su sitio web. Excepto el último, en todos aparece Gould como actor. En 2009 se estrenará su nuevo especial de comedia en vivo, "Let Me Put My Thoughts In You" en Shout Factory.

### Vida personal
Gould vive en Los Ángeles con su esposa, Sue Naegle, la presidenta de HBO Entertainment, y sus dos hijos.

## Discografía
- Let Me Put My Thoughts In You (Shout! Factory)

## Episodios deLos Simpson
- Homer the Moe
- Papa's Got a Brand New Badge
- C.E. D'oh
- The President Wore Pearls
- Goo Goo Gai Pan (con el nombre Lawrence Talbot)
- Bart Has Two Mommies
- I Don't Wanna Know Why the Caged Bird Sings